# 亞麥依蒙
在惡魔學中，亞麥依蒙（Amaymon，也稱Amaimon或Amoymon ）是地獄的王子，以及根據一些魔法書中，他是唯一一個權力高過於阿斯摩太的人。
幾乎所有英文版的《所羅門的小鑰匙》中，都提到這個靈體有一個奇特的特徵，當呼喚阿斯摩太以使其顯形時，驅魔師必須站立並脫下帽子或頭飾以表示尊敬，如果他不這樣做，亞麥依蒙會欺騙驅魔師，並毀掉他所有的努力。
根據《所羅門的小鑰匙》（Weiser 2001）的編輯約瑟夫·H·彼得森（Joseph H. Peterson）的說法，他指出這是雷吉納德·史考特（Reginald Scot）在他的《巫術的發現》（Discoverie of Witchcraft）中對「si vero coopertus fuerit」的「奇怪翻譯」（第21頁腳註57），該書中包含了史考特對約翰內斯·韋爾（Johannes Weyer）的《萬魔殿》（Pseudomonarchia Daemonum）進行的翻譯。彼得森的版本作為附錄包含了一份韋爾的《萬魔殿》的拉丁原文副本，在那裡我們發現（第242頁）「Cum hujus officia exercet exorcista, fit fortis, cautus & in pedibus stans: si vero coopertus fuerit, ut in omnibus detegatur, efficiet: Quod si non fecerit exorcista, ab Amaymone in cunctis decipietur」，這句話翻譯為「當驅魔師執行職責時，應當堅強、小心並站立著：如果他真的被壓制，他將導致自己在各方面不受保護；但如果驅魔師不這樣做，將會被亞麥依蒙會徹底欺騙」。
在約翰內斯·韋爾的原文中，並沒有提到在召喚阿斯摩太時要脫下帽子或頭飾。這個奇特的特徵出現在所有已知的英文《所羅門的小鑰匙》文本中，似乎源自史考特的懶惰以及歷代抄寫者在未核對原始拉丁文的情況下複製英文文本。
據說亞麥依蒙擁有致命的毒氣。《所羅門的小鑰匙》指出，驅魔師或召喚師必須佩戴一枚經過適當祝聖的銀戒指並戴在中指上，以此作為防護，抵禦這種有毒的星體氣息。
根據《萬魔殿》和《所羅門的小鑰匙》，亞麥依蒙是東方之王，而在《靈職之書》（Liber Officiorum Spirituum）和18世紀的魔法書《地獄之鑰》（Clavis Inferni）中，他被描述為南方之王。
在S.L.麥格雷戈·馬瑟斯翻譯的《阿布拉姆林神聖魔法書》 （The Book of the Sacred Magic of Abramelin the Mage）中，亞麥依蒙（Amaymon或Amaimon）仍是南方之王，也是八位王子之一，被描述為埃及惡魔。阿布拉姆林約束他，使其不能在第三小時到中午以及第九小時到傍晚之間作惡。

## 相關作品
- 《入間同學入魔了！》中，被描述為外貌是狼的惡魔。
- 《青之驅魔师》中為八候王之一。